# 遊城十代
遊城 十代（ゆうき じゅうだい）は、アニメ『遊☆戯☆王デュエルモンスターズGX』およびその派生作品である漫画『遊☆戯☆王GX』に登場する架空の人物。担当声優はKENN（幼少時は長浜満里子）。

## 人物・概要
遊城十代は『遊☆戯☆王シリーズ』の作品、『遊☆戯☆王デュエルモンスターズGX』における主人公である。デュエリスト養成学校「デュエル・アカデミア」の生徒で、唯一のオシリス・レッド寮所属。デッキは「E・HERO」（エレメンタルヒーロー）と「ネオスペーシアン」の融合デッキを使用する。茶色の髪にオシリス・レッドの赤い制服ジャケットがトレードマーク。物語の序盤はデュエルを愛しヒーローに憧れを持つ純粋な少年だったが、やがて前世の頃より強大な敵と闘う宿命を背負った選ばれた者であることが判明し、終盤、精霊と融合して人間を超越した存在となり、3年間の学園生活を経て様々な敵と闘い成長し孤高のヒーローとして旅立っていく姿が描かれている。
十代は極めて明るく前向きな性格で、勝敗よりも純粋に楽しいデュエルを好む。決め台詞は「ガッチャ！楽しいデュエルだったぜ！」で、対戦相手に対して敬意と感謝を表すポーズを取る。彼を慕い、同級生の丸藤翔や後輩のティラノ剣山が舎弟となるなど、意図せずに人を惹きつけてしまう特性（ある種のカリスマ性）を備えている。自分や仲間の命が懸かっている局面でもデュエルを楽しむ胆力は相手を瞠目させるが、時にデュエルに大きな物を懸けて挑む者にも主張してしまうので、反感を抱かれることもある。
何も恐れない非常に行動力のあるタイプだが、第3期の異世界編にて自分の行動の結果を考えずに一人で突っ走った結果、大切な仲間達（万丈目・剣山・吹雪・明日香）
を失い、心の闇に堕ちて覇王十代（後述）となり暴走するという大惨事を引き起こしてしまう。異世界での出来事を経て自分の行動には責任が伴うことを身をもって実感し、子供から大人へと急速に成長した。命がけのデュエルを繰り返した結果、一時は冷めた性格になってしまったが、仲間達の助力と前作主人公・武藤遊戯とのデュエルを通して元の明るさを取り戻した。
実技に関しては天才的な能力を発揮するが、筆記試験は苦手で、授業中はよく居眠りをしている。デュエル以外ではスポーツも得意で、劇中終盤ではモーターボードやオートバイなどの操縦もこなす。
十代は幼い頃からカードに宿る精霊の姿を見ることができ、それ故に世界の命運を左右する重大な局面に幾度も対峙している。仲間であるネオスペーシアン達からは「正しき闇の力を持つ者」と呼ばれている。第3期終盤の前世の記憶の中で「正しき闇の力を持つ者」とは心の中に強力な覇王の力を持ち「破滅の光」と闘う運命にある特別な存在のことであると言及されている。十代は前世で某国の王子だった頃から覇王の力をその身に持つ選ばれた者であった。
子供の頃の夢は「宇宙を救うヒーローになる」というもので、デュエルを始めるきっかけにもなった。アカデミアに入学した頃は憧れのデュエリストである武藤遊戯のようなデュエルキングになりたいという夢を持ち、第1話で彼から直に譲り受けた「ハネクリボー」を「相棒」と呼んでいる。第2期前半でスランプに陥った際に亜空間へ迷い込みネオスペーシアン達と出会い、十代が子供の頃にデザインして宇宙の力を取り込んだ正義のカード「E・HERO ネオス」を手に入れた。以降はネオスを中心としたデッキに構成を変えている。
十代の幼少期のフェイバリットカードはユベルである。ユベルは十代の前世の頃より深い繋がりを持つ強力な精霊が宿るカードで、精霊ユベルは過剰とも言える愛情を十代に抱いていた。対戦相手を昏睡状態にしてしまうこのカードのせいで、十代は知人達から仲間外れにされ孤独に過ごしてきた。十代はユベルの歪みを正そうとしてカードを宇宙に打ち上げ「正しい闇の波動」を浴びせようとした。その後、両親の手によってユベルに関する記憶を消去されている。第3期の異世界編でユベルが帰還。十代の思いとは逆にユベルは「宇宙を破滅に導く光の波動」を大量に浴びてしまい、大気圏を突入する際の苦痛のせいで十代に対して歪んだ愛情を持つ精霊となり、十代を付け狙い苦しめた。最終的に十代が前世の記憶を思い出し（ユベルの正体は覇王の力を持つ前世の十代を守るために醜い竜の姿に人体改造された幼馴染の友人である）、ユベルだけを永遠に愛すると誓っていたことも思い出してユベルと和解。そして超融合により自身の魂とユベルの魂を一つに融合させ、二人は二度と離れることはなくなり、十代は人知を越えた存在になった。また、この時からネオスを実体化させて物理的に敵を攻撃・防御したり、洗脳が効かない、離れた場所の危機を察知するなど精霊の力を自由に使うことのできる超常の力を持つようになる。
ユベルとの融合を果たしてから十代の外見が大人っぽく変化し、目つきが鋭く声のトーンも若干低くなった。赤い制服の下に着ている衣服も落ち着いた雰囲気の物になっている。第3期までは白のズボンだったが、第4期と劇場版では黒のズボンを着用している。ユベルと融合して得た精霊の力を使う時は虹彩がユベルと同じオッド・アイ（橙・青緑色）に変化して光り、覇王の力を発現させる時は虹彩が金色に変わる。
自分が普通の人間ではなくなったことを悟り、自分のせいで脅威が迫っていると感じた十代は、学園に迷惑が掛からないように卒業間近に退学届を提出する。しかし斎王琢磨や影丸理事長から新たな使命を帯びて退学は思い留まる。その後、ダークネスによる人類絶滅の脅威に立ち向かいユベルやネオスぺーシアン達と共に打ち破る。無事に卒業式を終えた後は、誰にも何も言わず密かにアカデミアを去り、自分が持っている精霊と人間を繋げる力を困っている人のために使いたいと海外へ旅に出るのだった。
なお、『劇場版 遊☆戯☆王 〜超融合!時空を越えた絆〜』では本編終了後の十代が登場し、精霊の力を使いながら明るく敵に立ち向かい、その場の状況を楽しんでいる様子が伺える。

### 「覇王十代」
覇王十代とは、十代の心の闇が作り出した幻影で、十代の内にある第二の人格である。アニメ第3期にて暗黒界の狂王ブロンが邪心経典の生贄として万丈目・剣山・吹雪・明日香を十代の目の前で消滅させたことで、十代が怒りと憎しみと苦しみと悲しみに我を忘れ心の闇に堕ちて覇王十代となって暴走した。覇王十代は金色の冷たい眼に無表情、全身黒の鎧を着ている。そして性格は残忍かつ冷酷非情。傭兵として数々の死線を潜り抜けたオブライエンの戦意を喪失させる程の威圧感とデュエルタクティクスを持つ。キーカードは「E－HERO（イービルヒーロー）」、切り札は「超融合」である。
覇王十代は、十代の精神世界の中に幻影として現われ「超融合を完成させ異世界を力で支配しろ」と語りかける。やがて異世界の住民である精霊たちを大量に犠牲にしながら超融合のカードを完成させ、弱肉強食の異世界を力により支配すべく覇王軍を率いて勢力を広げていった。その圧倒的な力で異世界の街や村を破壊し住民を虐殺して完全支配まであと一歩のところまで勢力を広げたが、オブライエンとの死闘の果てに相打ちとなり覇王十代は消滅する。
十代は正気に戻ってからも自分の犯した過ちを覚えており、罪悪感で融合のカードが使えず闘えなくなるほど衰弱する。覇王十代の側近だったガーディアン・バオウに挑まれた闘いでは融合を使わない戦術で勝利し、その際にバオウから「震える子羊のフリをしていても、お前の本性は覇王のままだ」と言われている。その後、E･HERO達やハネクリボーに励まされ、丸藤亮の命を懸けた激励により十代は復活。ユベルとの死闘の中で覇王の力を甦らせ、その圧倒的な闇の力をコントロールしている。
なお、覇王とは元々「正しき闇の力を統べる存在」であり、十代は前世で某国の王子だった頃から覇王の力を持つ選ばれた者であった。覇王は宇宙の生命をすべて抹殺するという目的を持つ「破滅の光」に対抗できる力であるはずだが、第3期では十代の心が幼く弱かったために、十代が持って生まれた覇王の力をコントロールできずに暴走状態となり、異世界を蹂躙したと考えられる。ユベルとの対戦中に十代は覇王の力を蘇らせたが、その時には力をコントロールできるようになっていた。第4期のダークネス戦でも覇王の象徴である金色の眼に一瞬なっていることから、覇王は十代の内にあることがわかる。

### その他
名前の由来
遊城十代の名前は、『遊☆戯☆王』シリーズの原作者である高橋和希による命名である。由来は「友情」（「遊城」の音読みが「ユウジョウ」）、そして「十代のファンの皆に作品のメッセージを伝えたい」という意味が込められている。
プロフィール
◻︎本名：同じ
◻︎愛称：アニキ（丸藤翔、ティラノ剣山など）
◻︎生年月日：8月31日（漫画版『遊☆戯☆王GX』より。また、アニメ版で2004年年度の調査で高校入学として1988年生まれとなっている。）
◻︎出身地：不明
◻︎家族・親戚：不明
◻︎身長：165cm（漫画版『遊☆戯☆王GX』より）
◻︎体重：53kg（漫画版『遊☆戯☆王GX』より）
◻︎寮歴：オシリス・レッド（1年生-3年生まで3年間所属）
◻︎好物：エビフライ、納豆、ご飯など（嫌いな物は無し）
呼称
一人称は「オレ（全作品の『タッグフォース』では「俺」となっている）」、少年初期は「ボク」。二人称は誰に対しても「お前」だが、教頭関係者や遊戯の前では「あなた」、敵の前では「貴様」とも言っており、少年初期や目下の他人には「キミ」も使っていた。また、親しい目上に「あんた（丸藤亮、教頭だった大徳寺など）」も使用していた。遊戯と教頭関係者、生徒の天上院吹雪以外、自分のデッキモンスターや他人の主要生徒に呼び捨てする。
周囲からの呼称集は「十代（味方の大抵から。天上院明日香・万丈目準・三沢大地・丸藤亮・丸藤翔〈第3期の異世界後期のみ〉・ヨハン・アンデルセン・オースチン・オブライエン・早乙女レイ・ユベル・アテムなど）」、「（十代の）アニキ（丸藤翔・ティラノ剣山）」、「シニョール十代・ドロップアウトボーイ〈第1期と第4期のみ〉（クロノス・デ・メディチ）」、「遊城君（鮫島校長〈初期〉）」、「十代君（天上院吹雪・丸藤翔〈初期〉・大徳寺・鮫島校長・鮎川恵美・佐藤浩二・武藤遊戯・アテム）」、「十代様（早乙女レイ）」、「十代の旦那（おじゃまイエロー）」、「十代さん（不動遊星）」と呼ばれている。

## 使用デッキ

### E・HERO（エレメンタルヒーロー）
様々な正義のヒーローを使用カードで、アメコミ風のカードデザインが特徴的。大半は戦士族で占められている。融合を行うことによって様々なモンスターに変化する。初期は「マイフェイバリット・カード」と呼ぶ「E・HEROフレイム・ウイングマン」を中心に構成されていたが、第2期からは、後述のネオスペーシアンたちとの融合で力を発揮する新たなHERO、「E・HERO ネオス」が中心となった。

### ネオスペーシアン
「E・HERO ネオス」と「コンタクト融合」を行える「N」と名のついたカード。カードの属性一つにつき、一体ずつ存在する宇宙人。幼少の十代が全てを創作し、海馬コーポレーションによってカード化され宇宙の波動を取り込んで完成した。
アニメの作中では十代と話をするなど、一体一体が意思を持っている。「C」と名のついたコクーン（繭）といわれるカードはネオスペーシアン召喚の補助として使われる。「NEX（ネオスペーシアンエクステント）」により「N・アクア・ドルフィン」は「N・マリン・ドルフィン」に、「N・グロー・モス」は「N・ティンクル・モス」に進化する。

### E-HERO（イービルヒーロー）
アニメ第3期で十代が覇王として用いていたカード。E・HEROの多くが戦士族なのに対して、こちらは全て悪魔族である。専用の融合カード「ダーク・フュージョン」により、更に凶悪なモンスターとなる。

### その他の重要カード
ハネクリボー
アニメ第1話で前作の主人公・武藤遊戯から譲り受けたカード。作中では精霊が宿っており、十代は｢相棒｣と呼んで信頼している。遊戯の使っていた｢クリボー｣に羽がついたデザインで、クリボーの悪魔族とは対照的に天使族である。｢進化する翼｣で｢ハネクリボーLv10｣に進化することができる。アニメでのデュエル時使用率は極端に少ない。
アニメでは登場しないがハネクリボーLv9も存在する。
ユベル
十代の幼少の頃のフェイバリットカードで、十代とは前世の頃から深い繋がりのある強力な精霊が宿っている。ユベルは第3期の事件を引き起こした元凶の精霊であり、十代に対して歪んだ愛情を持っていた。ユベルの正体は前世で某国の王子だった十代の友人で、覇王の力を持つ十代を守るために醜い竜の鎧を纏い悪魔のような姿に人体改造された人間の子供である。前世の十代はユベルの愛と献身に涙を流し、ユベルだけを永遠に愛し続けることを誓った。時を経てもユベルの十代への愛は変わらず、破滅の光の波動を受けたことで愛に対する認識が歪んでしまい、愛するが故に傷つけ合おうとして十代の周りの人間を排除し彼を追い詰めていった。ユベルとの闘いの中で十代が前世を思い出してユベルの愛を受け入れ、超融合によりユベルの魂と十代の魂を融合させて和解し、第3期の事件の決着を付けた。十代はユベルと融合したことで人知を越えた存在となり、精霊の力を自由に使うことのできる超常の力を持つようになった。ユベルは第4期にも登場してダークネスのモンスターと闘い十代を励ましている。カードの精霊でありながらヒロインとも言えるキャラクターである。詳しくはユベルを参照。
超融合
アニメ第3期の異世界において、暗黒界の狂王ブロンが十代の仲間達を生贄にして完成させようとしていた魔法カード。生死を掛けたデュエルでブロンが倒れて消滅後、孤立した十代が拾い、覇王十代となった後に完成させた。デュエル中の場のモンスターだけでなく、あらゆるものをカードで融合できる異世界では、このカードは重要な意味を持っており、第3期のキーカードとなった。カードの分類は速攻魔法で手札1枚をコストに発動する。自分、または相手の場のモンスターをも融合素材とすることができ、このカードの発動に対してカウンター罠も含む一切のカードは効果を発動できない。速攻魔法であるため、相手ターンやバトルフェイズ中にも使用できる。なお、相手の場のモンスターを1体リリース素材にできる「クロス・ソウル」とは異なり、素材が全て相手の場のモンスターでも構わない。十代はこの超融合のカードを使い、自らの魂とユベルの魂を融合させた。

## 劇中の動向

### 第1期目（1年生）〈セブンスターズ編〉
デュエルモンスターズの精霊が見える少年・遊城十代は、デュエル・アカデミアの入学試験へ向かう途中で伝説のデュエリスト武藤遊戯に出会い、ラッキーカードとして「ハネクリボー」を渡される。
電車の事故で入学試験に遅れてしまい、実技の最高責任者であるクロノス教諭の怒りを買い、彼とデュエルをすることになる。クロノスを倒して入学したことで学園の名だたるデュエリストから一目置かれるが、学力が110位と最低クラスなため、アカデミアで最も地位の低いオシリス・レッド寮に配属された。レッド寮ではルームメイトの丸藤翔が十代の舎弟となり、留年していた前田隼人、寮長の大徳寺先生とも親しくなる。十代はレッド寮が気に入り、ここでデュエル漬けの毎日を送ることになる。
クロノスから一方的に目の敵にされ、学園の強豪たちを差し向けられるが、当の本人はそんな冷遇を気にすることなくマイペースに学園生活を送ってゆく。学園一の実力者で「カイザー（帝王）」の異名を持つ翔の兄・丸藤亮とのデュエル対決では、学園に入学して初の敗北を喫するが、強い相手との闘いに楽しさを見出していた。万丈目準との戦いではラーイエローに昇格する権利を得たが「オレはここが気に入っている」と自らの意思でオシリス・レッドに残留する。
第1期中盤より、学園内で起きた世界を滅ぼす程の力を秘めた三幻魔のカードを巡るセブンスターズとの闘いに巻き込まれ、仲間達と共に7人の刺客を打ち倒す。そして事件の黒幕であった影丸理事長も倒して、世界を救うことに成功する。セブンスターズの一人だった寮長の大徳寺先生ことアムナエルは肉体が消滅したが、飼い猫のファラオに霊体が飲み込まれ、以後、霊体となって十代を見守る協力者になった。
学年の終了間近に隼人はペガサスに画才を見出され、カードデザイナーになるためアカデミアを去って行った。

### 第2期目（2年生）〈光の結社編〉
無事に2年生へと進級。新たに入学した一学年下のエド・フェニックスやティラノ剣山とのデュエルにも勝利し剣山からは翔同様に「（十代の）アニキ」と呼ばれ慕われるようになる。プロデュエリストとして活動しているエドは、十代との対戦では自分のデッキを使わず売店で無造作に買ったカードで組んだ寄せ集めのデッキを使っていたことを知り、その実力の高さに驚愕する。
進級した直後に翔が胡蝶蘭に勝ってラー・イエローに昇格する。そのためレッド寮の主要人物は万丈目と2人になってしまう。十代は本気を出したエドとの再戦で完敗し、その影響によりカードの絵柄が見えなくなりデュエルすることが出来なくなってしまう。ショックで気落ちした状態となり1人で島全体を放浪していたところ、十代は亜空間にさまよい新たなる切り札「E・HEROネオス」や宇宙の戦士「ネオスペーシアン」たちのカードを手に入れる。ネオスペーシアンたちから十代は「宇宙を破滅に導く光の波動と闘う正しき闇の力を持つ者」であることを知らされる。亜空間から戻った十代はデュエルができる状態へと復活し、ネオス達の協力を得てエドとの3回目のデュエルに勝利した。
だが、自身が放浪していた時に暗躍してきた斎王琢磨によって学園の生徒たちは洗脳されていた。光の結社の幹部となった万丈目や天上院明日香をはじめ、多くのデュエリストを次々に倒し、ついには斎王琢磨に取り付いていた「破滅の光」をも打ち破り学園は元に戻った。

### 第3期目（3年生前半）〈異世界編〉
十代は進級して3年生となった。新入生として早乙女レイが加わり、レッド寮の主要生徒は十代・万丈目・レイの3人になる。
他校のデュエルチャンピオンであるヨハン・ジム・オブライエン・アモンの4人の留学生が特待生として学園に編入し、十代と同じく精霊が見える少年・ヨハンとは出会ってすぐに意気投合して親友になった。
鮫島校長は生徒たちの更なる向上を目指して、デュエル・アカデミア・ウエスト校からプロフェッサー・コブラを特別教師として招いた。コブラは生徒に「デスベルト」と呼ばれる機器を装着させ、1年間ひたすら実戦デュエルに明け暮れる「デスクロージャーデュエル（通称デス・デュエル）」の開始を宣言した。しかし、デュエルを行った者はデスベルトによってデュエルエナジーを吸い上げられ、衰弱するという危険性が明るみに出る。
プロフェッサー・コブラの動向を探っていた十代たちは、コブラが潜むアカデミア島内のSAL研究施設を探索し、元プロデュエリストだったアカデミア講師の佐藤浩二と出会う。佐藤は案内すると言って十代を崖に誘い出しデュエルを挑む。佐藤は日ごろから授業態度の悪い十代に激しい憎悪を抱いていた。三幻魔を倒し破滅の光から世界を救った十代は英雄視され、周囲への影響力が大きく、十代が授業をサボることで周りの生徒たちまで悪影響を受けて不真面目になってしまう。佐藤は「大いなる力には大いなる責任が伴う」と説くが、「君はもはやミカン箱の中の腐ったミカンと同じだ」と言い放って十代と闘うが敗北する。そして「いつか君にも心の闇がわかる」と言い残して谷底へ落ちていった。
ついにプロフェッサー・コブラと対峙するが、コブラとの命懸けのデュエルでさえ楽しもうとする十代に対し「貴様のデュエルは軽い！貴様のように何も背負わず戦う者は、己の楽しみが消えた時に立ち直る術を持たない」「デュエリストが背負うものとは、窮地に立った時その身を支える力だ！だが、貴様にはそれがない」とコブラは言い、十代の在り方を根本的に否定する。壮絶なデュエルの末にコブラを倒すが、コブラはその後に現れた黒幕の精霊ユベルに幻覚を見せられ高所から落ちて行方不明になった。
その後、ユベルによりデュエル・アカデミアごとデュエルモンスターが実体化する異世界へと転移させられた。ユベルは加納マルタンに取り憑き、操られたマルタンは学園の生徒をデュエルゾンビに変貌させ、混乱に乗じて三幻魔のカードを手に入れた。十代は元の世界へ戻るためにマルタンと決着を付けるべくデュエルを開始。途中からヨハンも加わり、ヨハンは十代に後を託して「レインボードラゴン」を召喚し「混沌幻魔 アーミタイル」と相殺させて十代たちを異世界から元の世界へ帰還させた。十代は戦うことの重圧や仲間を守ることへの責任感に苦しみ、デュエルを純粋に楽しめなくなってしまう。
ゾンビ達も正気に戻り無事学園に戻ってきた十代たちだが、デスデュエルを取り巻く騒動の黒幕がかつて十代が持っていたカードの精霊ユベルだったことを知り激しいショックを受けていた。ヨハンが自らを犠牲に十代達を元の世界に戻してくれたものの、ユベルを歪ませてしまったのは幼い頃にユベルのカードを宇宙に打ち上げてしまったせいだと責任を感じて失意に暮れ、レッド寮に閉じこもってしまった。そしてハネクリボーから異世界への特異点が開いたことを聞くと、単身ヨハンを救うために出発。仲間たちを巻き込みたくないと1人で再び異世界の道に入ろうとするが、結局ジム・オブライエン・万丈目・剣山・吹雪・明日香・翔・三沢も一緒に異世界へ付いて行くことになった。また、近くにいた亮・エド・エコー・クロノスも異世界に吸い込まれる。
十代達が飛ばされた世界は、以前の異世界とは違っていた。その世界は「暗黒界」のモンスターが支配しており、デュエルの敗北は死に繋がる生死を賭けた戦いそのものであった。十代はヨハンを早く助け出そうとして一人で先走るようになり、その結果、仲間達から不信感を抱かれるようになる。 
さらに暗黒界の狂王ブロンが治める砦では、目的優先のあまり仲間を蔑ろにするような言動をとったばかりか「他の仲間を連れてくるまで待つ」というジムとオブライエンの約束を破って砦に侵入し、ブロンとのデュエルで囚われていた万丈目・剣山・明日香・吹雪を失ってしまう。唯一生き残り十代と再開した翔からは「アニキは自分が満足するためだけにデュエルをしたんだ！目的のためならどうだって良い！誰が犠牲になろうが構わない！」と激しく非難され、その場を去った翔を追ってジムやオブライエンも十代の元から離れてしまい、たった1人で砦に取り残されてしまう。
その後、「自分の何がいけなかったのか」と苦悩する中、自らの心の闇が生み出したもう一つの人格である覇王から「悪を倒すためなら悪にでもなり、この弱肉強食の世界を力により支配しなければならない」「その手にある「超融合」のカードを、抗う精霊たちを倒し、その命を吹き込んで完成させるのだ」と吹き込まれたことで、冷酷な性格の覇王十代へと変貌してしまった。
覇王十代は異世界の住人である精霊たちを大量に犠牲にして「超融合」のカードを作り上げ、圧倒的な強さで覇王軍を率いて異世界を力で支配すべく勢力を拡大させていた。異世界の街や村を破壊し住民を虐殺して完全支配まであと一歩のところまで勢力を広げたが、ジムとオブライエンが覇王に決死に挑み、彼らの犠牲によって十代は元の人格を取り戻した。
十代は生き残っていた亮・エド・翔に助け出され、他の仲間達（クロノス・エコー・三沢・元セブンスターズのタニヤ）とも出会うが、覇王十代として人々を虐殺していた時の記憶が蘇って「融合」のカードが使えなくなるほど憔悴しきっていた。だが、ユベルに憑依されたヨハンと亮による命がけのデュエルを見たことで、すべてに決着をつけるべくユベル城へ乗り込んでいく。
十代はユベルと戦い、「超融合」によってレインボードラゴンとネオスを融合させ、ヨハンの救出に成功する。自ら姿を現したユベルと再戦する中で、ユベルは幼少の十代によって宇宙へ打ち上げられ苦痛を強いられたことは全て十代の愛情の裏返しだと悟ったと告げ、全ては十代と愛し合うために自らが受けた苦しみを分け与えようとしたための行いだったと打ち明ける。ユベルの思考が「破滅の光」の影響で歪みきってしまったと感じた十代は、ユベルを倒すためにさらなる力を求め、覇王の力を甦らせて戦う。終盤、ユベルと十代は前世から繋がる深い関係であり、ユベルは前世で覇王の力を生まれ持つ王子だった十代を大人になるまで守るために人体改造手術を受け醜い竜の姿になってしまった幼馴染の友人であったことや、ユベルだけを永遠に愛すると誓っていたことを思い出す。ユベルのことを理解し、その愛を受け入れた十代は「たとえ自分という存在がなくなってもかまわない」という覚悟の上で自らの魂とユベルの魂を超融合によって1つに融合させ、和解を得ることに成功する。十代は翔に「子供から大人になるために今から旅に出る」と言い残して、ユベルと共に宇宙の彼方へ飛び去っていった。その後、すべての怪現象が元に戻り、仲間たちも一部を除いて生還を果たし、十代はしばらくしてからデュエル・アカデミアの森の中に流れ星となって帰還する。

### 第4期目（3年生後半）〈ダークネス編〉
卒業まで残り半年。十代以外のレッド寮生はブルー寮へ移り、仲間達はそれぞれが卒業後の進路について考え始めていた。
十代は超融合によってその身に精霊ユベルの魂を宿して人知を越えた存在となり、決闘以外でも精霊の力を用いてネオスを実体化させ物理的に敵を攻撃するなど、自由に超常の力を使えるようになった（この力を使う時にはユベルのようなオッド・アイになる）。自分が普通の人間ではなくなったことを悟り、それ故に孤独感を感じて、仲間達とは距離を置いていた。
ユベルとの事件から1ヶ月間自室に篭っていたが、精霊界と人間界とを結ぶ新たな異変を感じ取る。責任の一端を感じ、皆に迷惑をかけまいとアカデミア校の退学を決意するが、藤原優介とオネストの一件を経て仲間たちと再び行動をともにすることを誓う。
異世界での一連の出来事が尾を引きデュエルを楽しめなくなっていたが、明日香や剣山、レイとのペアデュエルを経てデュエルを楽しむ心を思い出す。翔のサイコ流との決闘や万丈目のプロデュエリストの騒動などで陰ながら協力し支えるなど蟠りを解消していったが、以前の頃のように他の友人と行動をともにすることは少なくなり、大徳寺（の魂）のみが日常時の会話相手になっていた。また、第3期で指摘された勉学の不真面目さは相変わらずである（1ヶ月間自室に籠るなど以前に比べ寧ろ悪化している）。
物語後半、オブライエンからの連絡により卒業デュエルを抜け出してヨハンと合流し、ダークネスに魅入られた藤原と戦う。ダークネスは「心の闇」そのものであり、人々を闇の世界へ引き込み、闇と同化させることで人々を苦しみや悲しみから解放しようとしていた。藤原には勝利したが、やがて全人類はダークネスの闇に引き込まれて地上から消滅し、戦える者は十代ただ一人となった。精霊の魂を身に宿し覇王の闇の力を手に入れた十代はダークネスの世界には引き込まれず、ダークネスからは異物と見なされて、最後の戦いに挑む。十代は闇と同化した人々に「自分の未来を、カードを信じろ」と語り掛け、自分で闇の世界から抜け出るように呼び掛けた。そしてユベルやE・HEROたちと共にダークネスを打ち倒し、人々は闇の世界から解放された。無事に卒業式を迎え、祝賀会で一行が盛り上がる中、十代は一人静かにアカデミアを去ろうとするが、ハネクリボーにより遊戯デッキの展示室へと連れて行かれ、そこで遊戯と再会する。遊戯によって、バトルシティ直後の闇遊戯の元へと導かれ、｢真の卒業デュエル｣を行い、純粋にデュエルを楽しむ気持ちを取り戻した。
アカデミアを去った十代は、自分が持っている精霊と人間を繋げる力を誰かの役に立てたいと、ユベル・猫のファラオ・大徳寺の霊と共に海外のどこか荒野へと旅立って行った。

### 劇場版 遊☆戯☆王 〜超融合!時空を越えた絆〜
主人公の一人として登場。本編終了後の設定であり、アニメの最終回以降もオシリス・レッドの制服を着用しており、精霊ユベルやファラオ（と大徳寺の魂）と行動をともにしている。
ヴェネツィアで起きたデュエルモンスターズのカードが消える事件を追いかけていたところ、ヨハンや丸藤亮のカードを奪ったパラドックスに襲われ、ネオスを実体化させて応戦する。そして未来からやってきた不動遊星とともに、武藤遊戯（アテム）のいる過去へタイムスリップし、ペガサス抹殺を目論むパラドックスの野望を阻止すべく対決する。デュエルではネオスと融合という十代が得意とする2種類の戦術を披露して、パラドックスの猛攻を凌ぐなどサポート役に徹していた。戦いを終えると遊戯、遊星と再び会う約束を交わした。
外見や制服のデザインは第4期の頃のものだが、最終回でデュエルを楽しむ心を取り戻したことと、憧れの遊戯（とアテム）に出会えたことにより初期の頃のような明るい性格に戻っているため、3人の主人公の中ではムードメーカー的な存在となっている。また、本編の頃よりも身体能力が格段にアップしていて、生身で10m超のジャンプをしたり、サン・マルコ広場の鐘楼の中から飛び降りたり、壁や地面が崩壊するほどの爆撃の中でも無事だったりと、オッド・アイにならずとも超常の力を自然に発揮している。
『GX』のアニメ第180話（最終回）ではアテムから「十代君」と君付けで呼ばれていたが、本作では「十代」と呼び捨てされている。

## 漫画版における遊城十代
8月31日生まれ。身長165cm、体重53kg。
主人公。オシリス・レッド所属の一年生。デュエル・キングになることを目指している。プロデュエリストの響紅葉との出会いがデュエルを始めるきっかけになった。彼から譲り受けたE・HEROデッキを主力としている。カードに宿る「精霊」を見る事ができ、精霊を宿したカード「ハネクリボー」を「相棒」と呼び大事にしている。アニメとは違うE・HEROのカードを使用し、プラネット・シリーズの1枚「E・HERO　ジ・アース」を切り札にしている。精霊のカードとジ・アースを持つことから、アメリカ・デュエルアカデミアの生徒に狙われる立場にある。
第2章のレジー戦後に「やはり紅葉が使ったほうがいい」と思いE・HEROデッキを封印し、第3章より新たにM・HERO（マスクド・ヒーロー）という新たなHEROデッキを使用している。
洗脳された天上院吹雪との闇のデュエルに敗北し、ハネクリボーとジ・アースを奪われ闇に囚われるが、ハネクリボーの力によりその呪縛から解き放たれた。その後、駆けつけた万丈目とタッグを組み、紅葉の力を借りるべくE・HEROデッキを再び使い、完全復活を果たしたトラゴエディアとの2対1の闇のデュエルに挑む。「The supremacy SUN」の蘇生コンボに押されるが、トラゴエディアから取り返したハネクリボーと万丈目の「光と闇の竜」を融合した「マアト」によってトラゴエディアに勝利した。
アカデミアを卒業した後はプロ・デュエリストとなり、念願だった響紅葉との再戦を果たすところで物語は幕を下ろす。